# 黄家阙路
黄家阙路，为中國上海市黄浦区老城厢外侧一条道路，北起安澜路，南交大兴街，拐向东至中华路止，全长0.336千米。始建于1908年，1911—1912年间建成。该道路经过元代儒学学者黄铭故居野趣轩遗迹，其宅前有阙，因此居民习惯称野趣轩为“黄家阙”，道路因此得名。

## 沿线遗迹
- 中国医学院
- 上海工商学联合会遗址
- 立达学园